# 知寄町一丁目停留場
知寄町一丁目停留場（ちよりちょういっちょうめていりゅうじょう）は、高知県高知市知寄町一丁目にあるとさでん交通後免線の路面電車停留場。

## 歴史
当停留場は1928年（昭和3年）に開業が認可された。開業時は三条通停留場（さんじょうどおりていりゅうじょう）と称し、1938年（昭和13年）に知寄町一丁目へ改称した。

### 年表
- 1928年（昭和3年）9月19日：土佐電気（のちの土佐電気鉄道）の三条通停留場として開業が認可される[1]。
- 1938年（昭和13年）2月1日：知寄町一丁目停留場に改称[1][2]。
- 2009年（平成21年）3月1日：乗り場位置を入れ替える形で移設。
- 2014年（平成26年）10月1日：土佐電気鉄道が高知県交通・土佐電ドリームサービスと経営統合し、とさでん交通が発足[3]。とさでん交通の停留場となる。

## 停留場構造
知寄町一丁目停留場は後免線の併用軌道区間にあり、道路上にホームが設けられる。ホームは2面あり、東西方向に伸びる2本の線路を挟み込むように配されるが、互いのホームは交差点を挟んで斜向かいに離れている。東にあるのが後免町方面行きのホーム、西にあるのがはりまや橋方面行きのホーム。かつては交差点の手前に設置されていたが、国道右折レーン設置工事に伴い2009年（平成21年）3月1日より場所を入れ替える形で移設された。

## 停留場周辺
- 土佐稲荷神社
- 高知市立昭和小学校
- 地球33番地 - 東経133度33分33秒・北緯33度33分33秒地点。
- 中宝永町交差点
  - 国道32号
  - 国道56号 - 事実上の起点（ここまで国道32号と重複）。
  - 高知市道下知33号線（通称：インター通り）
- 高知警察署下知交番
- 「知寄町一丁目」バス停留所

## 隣の停留場
とさでん交通
後免線
知寄町二丁目停留場 - 知寄町一丁目停留場 - 宝永町停留場
- 隣の宝永町停留場との間には、1957年（昭和32年）まで知寄町車庫前停留場が存在した。